# 太田神社 (旭市)
太田神社（おおたじんじゃ）は、千葉県旭市（下総国海上郡）にある神社である。

## 黒虎相撲
毎年11月3日、太田神社の境内で相撲が奉納される。安永9年（1780年）、太田出身の江戸の商人3人が力石を奉献した際に相撲を奉納したことに由来するといわれ、神社の境内で氏子の大人や子供が力を競い合う。

## 交通アクセス
- JR東日本総武本線旭駅下車徒歩10分

## 備考
- 願主 城之内照蔵
- 祭主 匝瑳郡老尾村大称宣
- 別当寺 幸蔵寺(大坊)